# Handbjerg Kirke
Handbjerg Kirke ligger på et højdedrag to km syd for landsbyen Handbjerg i Handbjerg Sogn, Holstebro Kommune (Viborg Stift), cirka 12 km nordøst for Holstebro.

## Bygning og inventar
Den ældste del af kirken er bygget af kvadersten i romansk stil. Tårnet er lavet af en kombination af genbrugte kvadre og munkesten, mens våbenhuset er bygget af teglsten og hvidkalket i lighed med det meste af tårnet. Taget på kor og skib er af bly, mens tårnets og våbenhuset tage er af rødt tegl.
Altertavlen er et skabsalter med en række figurer med korsfæstelsen som det centrale motiv. Oven over de tre fløje findes trekantede topbilleder med Jesus i krybben og engle. Prædikestolen med tilhørende lydhimmel er fra begyndelsen af 1600-tallet og udført i renæssancestil; det fremstår uden malede motiver. Over døbefonten findes en gammel himmel med runetegn i højskrift – betydningen er ukendt. Selve døbefonten er udført i granit i romansk stil. Runeindskriften i døbefonten, Isli, er formentlig stenhuggerens navn.
Der findes tre kirkeskibe ophængt i kirken. De er modeller af henholdsvis Stjernen, Vasa og Norske Løve. De to sidste er begge påbegyndt af en britisk pilot, Raymond Marquis Nielsen, og færdiggjort af en lokal kunstner, Arne Christensen, der skænkede dem til kirken.
Orglet er ganske nyt, fra 2008, og har fem stemmer. Klokken er fra 1911.

## Historie
Handbjerg Kirkes kor og skib stammer fra 11-1200-tallet, mens tårn og våbenhus er bygget til senere; det første våbenhus blev opført senest i 1663, men det blev erstattet af et nyt i 1857.
Kirken var i en periode på omkring halvandet hundrede år fra 1682 i familien de Lindes eje; denne familie ejede Handbjerg Hovgård, der ligger lidt nordøst for kirke. I kirken findes et epitafium med inskription fra en sarkofag til Hellena Christina de Linde samt et gravkammer til slægten.
Kirken har været restaureret i flere omgange, heriblandt adskillige gange i 1600- og 1700-tallet. Under en af de senere restaureringer, i 1912-20, blev der gået ret voldsomt til værks, idet flere tidligere dele af interiøret blev slet og ret kasseret. Nogle figurer fra middelalderen blev dog reddet til loftet, og disse er genintroduceret i alterskabet i 1958, hvor også tårnet blev bygget en etage højere. En anden restaurering i 1995 fik blandt andet bragt en gammel himmel over døbefonten tilbage til sin rette plads, lige som nogle gamle topstykker over alteret kom på plads igen.
I perioden fra 1759 til ca. 1910 lå fattighuset Handbjerg Hospital ved kirken. Hospitalet var baseret på et legat fra Hendrik de Linde og husede 1764-1875 mellem to og fire fattige.